# 韓國空軍一號
大韓民國空军一号（：／）是接載着韓國總統的空軍飛機，其使用的航空無線電台呼號是Code One。

## 历史
韓國最初的空軍一號機是朝鮮戰爭時总统李承晩使用的道格拉斯DC-3运输機，公務專用機是L-26。
1961年，五一六軍事政變後總統朴正熙掌權時期使用的是道格拉斯DC-4飞機。
1985年，全斗煥任总统时開始使用波音737-3Z8作為專機，其後幾任總統，包含盧泰愚、金泳三時期也使用該機種作為專機。1990年代以後，總統金大中、盧武鉉、李明博時，租用民間航空公司大韓航空、韓亞航空所屬飛機。
2013年，時任總統朴槿惠政府推進總統、總理、部長共用機引進計畫。次期候補機種為波音787。
2018年9月18日，於平壤舉行南北韓高峰會，空軍一號機（當時機種為B747-400型）搭載文在寅總統及多位政府首長、三星集團副會長李在鎔等企業代表首次降落平壤順安國際機場。北韓領導人金正恩親自至機場接機。
2022年，空軍一號機更換為最新款波音B747-8I BBJ商務專機（原大韩航空HL7643，现编号22001）。

## 图片

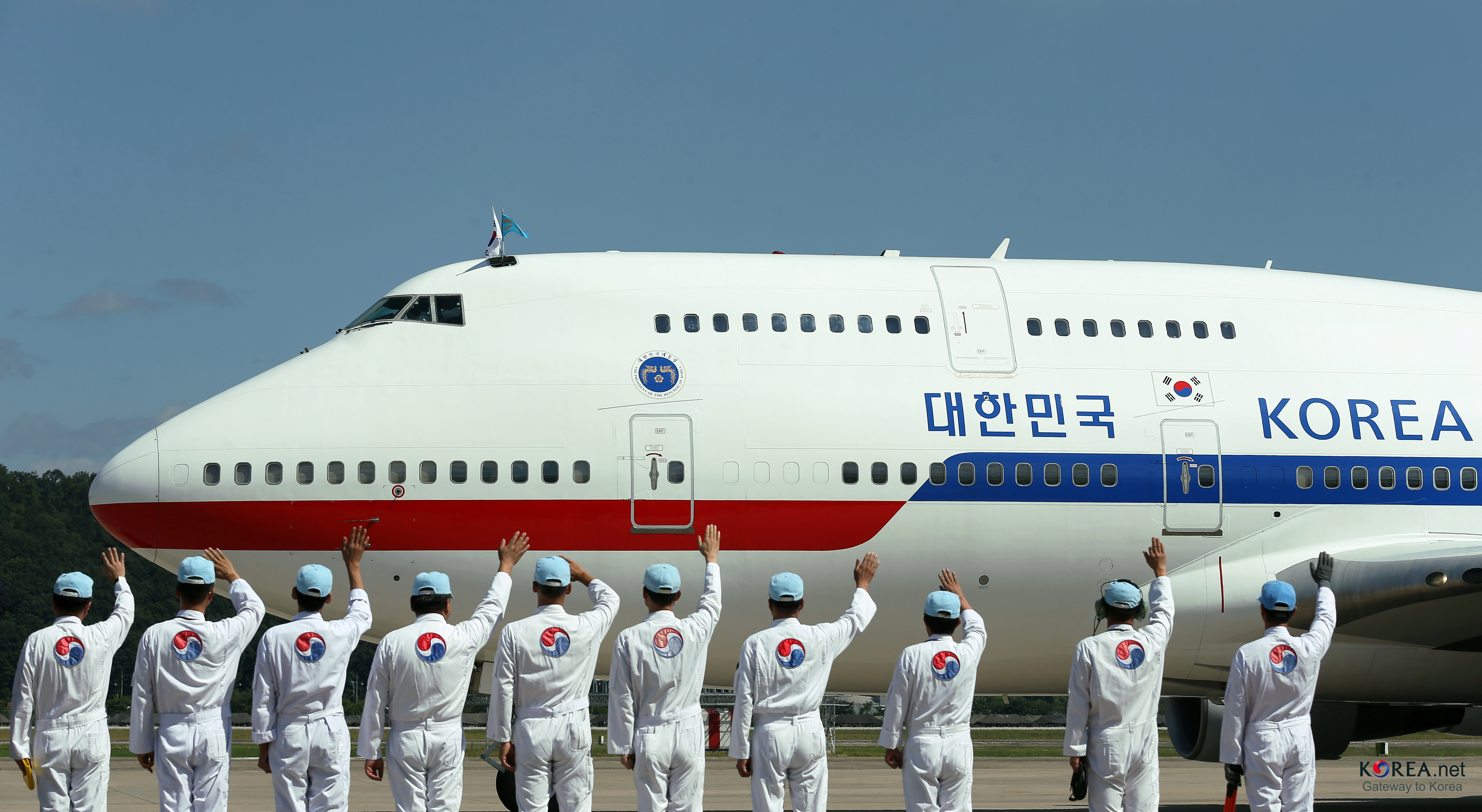
停靠於城南市首爾空軍基地的空軍一號（2013年攝）

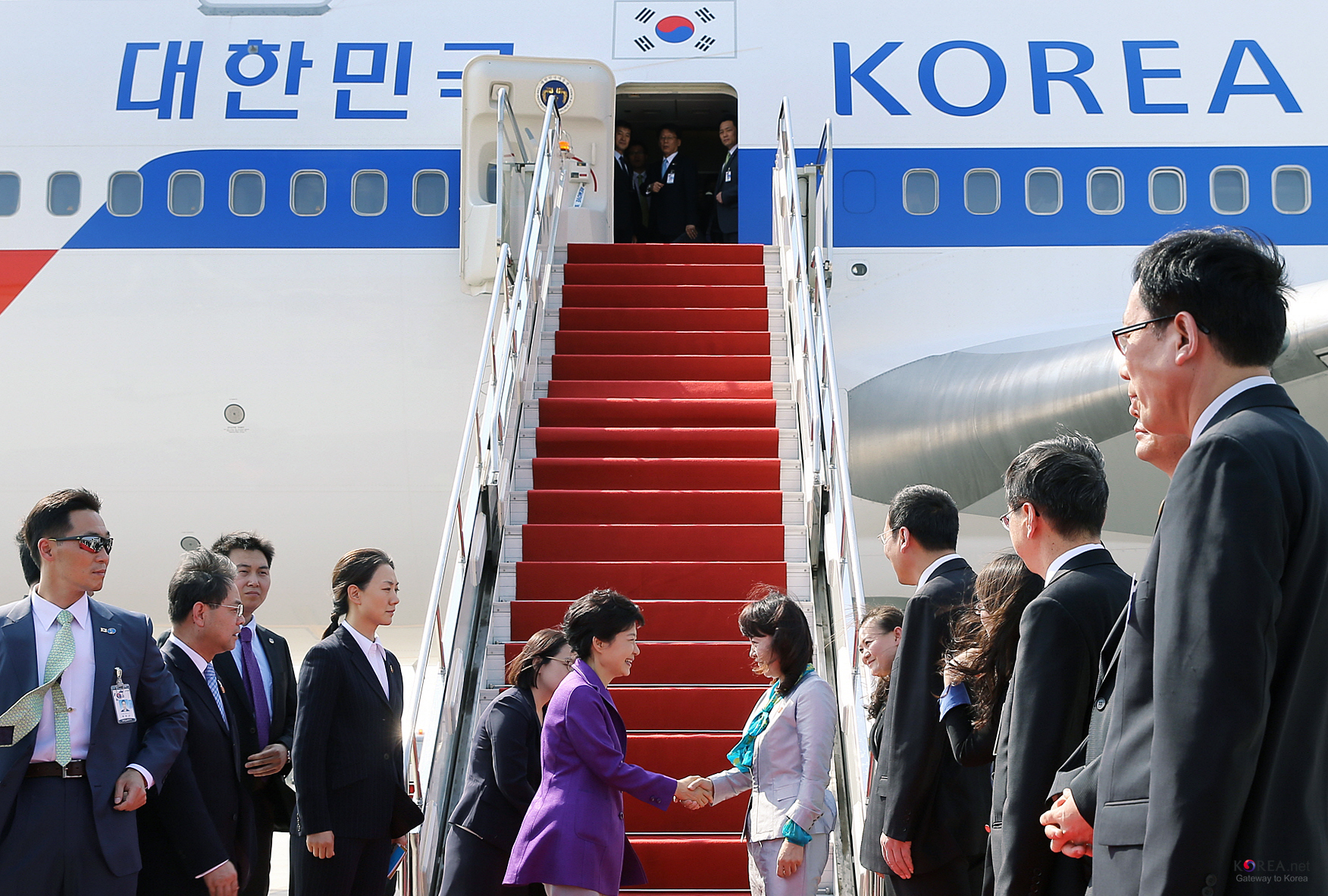
第16任韓國總統朴槿惠搭乘空軍一號訪問中华人民共和国。